# Николо-Раменье (Ярославская область)
Николо-Раменье — село в Пошехонском районе Ярославской области России. Входит в состав Белосельского сельского поселения, относится к Белосельскому сельскому округу.

## География
Расположено в 10 км на восток от центра поселения села Белого и в 32 км на юго-восток от райцентра города Пошехонье.

## История
В селе было две церкви. Никольская построена в 1798 году на средства прихожан, двухэтажная, в соединении с такой же каменной колокольней и оградой. Престолов в ней было три: в настоящей холодной верхней - во имя св. и чуд. Николая, в нижнем холодном отделении - Рождества Христова, а в приделе теплом - Успения Божией Матери. Богословская церковь построена в 1837 году на средства господ Алексеевых, каменная, теплая, с приделом во имя св. Григория Богослова. 
В конце XIX — начале XX века село входило в состав Николо-Раменской волости Пошехонского уезда Ярославской губернии.
С 1929 года село входило в состав Белосельского сельсовета Пошехонского района, в 1941 — 1959 годах — в составе Арефинского района, с 2005 года — в составе Белосельского сельского поселения.

## Население
| 1859 | 1914 | 2002 | 2007 | 2010 |
| ---- | ---- | ---- | ---- | ---- |
| 35   | ↗40  | ↘0   | →0   | →0   |

## Достопримечательности
В селе расположены недействующие Церковь Николая Чудотворца (1798) и Церковь Иоанна Богослова (1837).

## Инфраструктура
Фельдшерско-акушерский пункт (филиал Пошехонской центральной районной больницы).